# Daniel J. Siegel
Daniel J. Siegel (17 de julio de 1957) es un médico estadounidense; y, profesor clínico de psiquiatría en la Escuela de Medicina de la Universidad de California en Los Ángeles (UCLA), dentro de la Facultad del Center for Culture, Brain, and Development y es codirector del Mindful Awareness Research Center.
Es conocido  por su libro Cerebro y mindfulness.

## Obras
Daniel J. Siegel ha editado y publicado numerosos libros y artículos, entre ellos:
- Mindsight: The New Science of Personal Transformation (Bantam Books: New York, 2010; Oneworld Publications: Oxford, 2010)
- The Healing Power of Emotion: Affective Neuroscience, Development & Clinical Practice (WW Norton & Company: New York, 2009). Co-edited with Diana Fosha and Marion F. Solomon.
- Healing Trauma: Attachment, Mind, Body and Brain (WW Norton & Company: New York, 2003). Co-edited with Marion Solomon.
- The Mindful-Brain-in-Psychotherapy/ The Mindful Brain: Reflection and Attunement in the Cultivation of Well-Being (WW Norton & Company, 2007).
- The-Mindful-Therapist/ The Mindful Therapist: A Clinician's Guide to Mindsight and Neural Integration (WW Norton & Company, 2010).
- Forward to Trauma and the Body: A Sensorimotor Approach to Psychotherapy by Kekuni Minton, Pat Ogden, and Clare Pain (WW Norton & Company, 2006).

The Developing MInd
- Viaje al centro de la mente. Lo que significa ser humano (Ediciones Paidós, 2017)